# 雷格斯博斯特尔
雷格斯博斯特尔是德国下萨克森州的一个市镇。总面积16.27平方公里，总人口1089人，其中男性541人，女性548人（2011年12月31日），人口密度67人/平方公里。